# Hayo Vierck

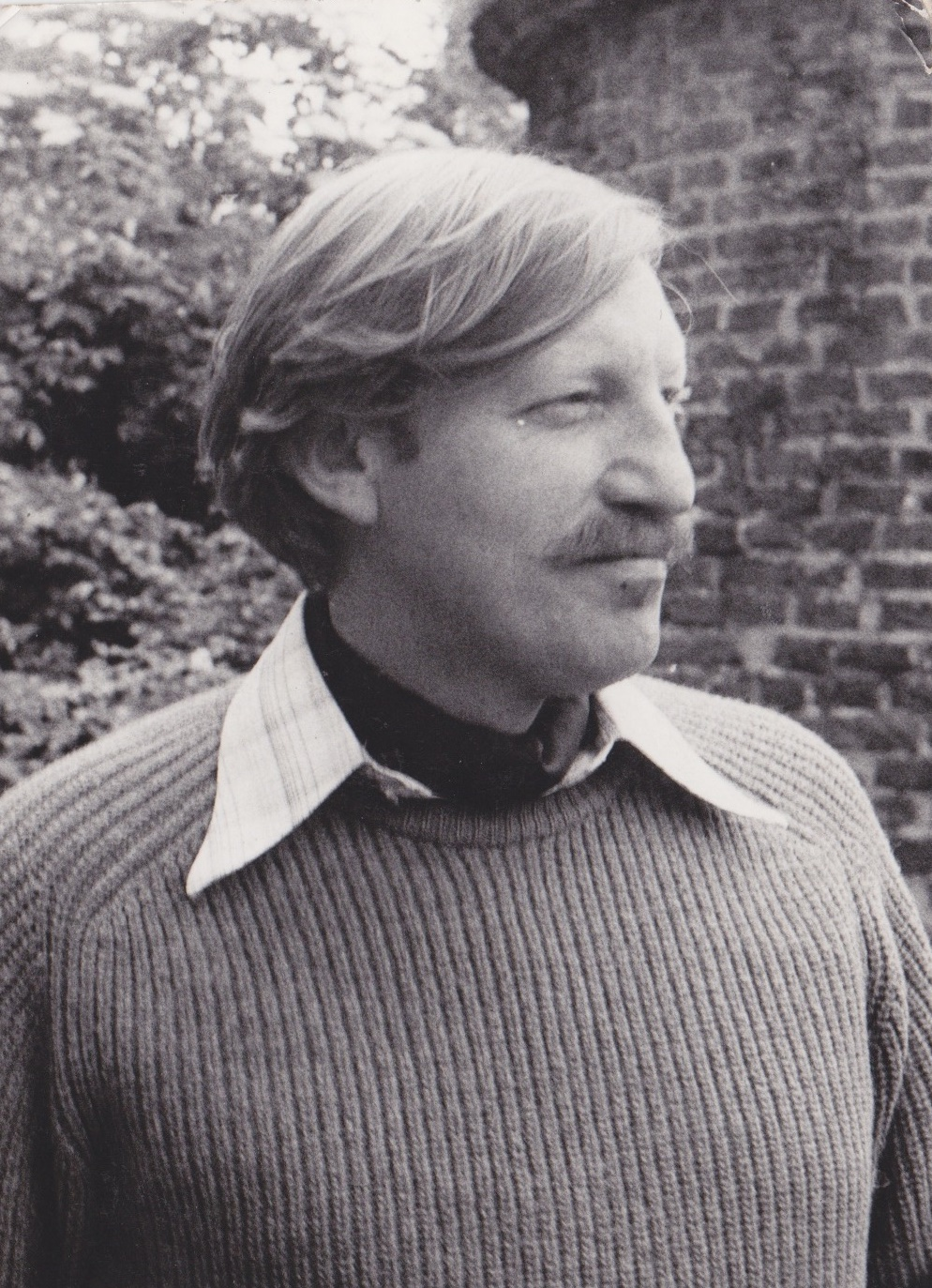
Hayo Vierck (1975)

Hayo Vierck (* 5. August 1939 in Bentheim; † 16. März 1989 auf Reichenau) war ein deutscher Archäologe, der die deutsche Frühmittelalterarchäologie durch die Erforschung des Handwerks prägte.

## Leben
Hayo Vierck war ein Sohn des Pastors Theodor Vierck. Er interessierte sich bereits als junger Gymnasiast für die Geschichte und Archäologie von Schleswig-Holstein und hatte früh Kontakt mit Haithabu. Nach der Reifeprüfung 1962 im Internat Schloss Plön studierte Vierck Vor- und Frühgeschichte mit den Nebenfächern Klassische Archäologie und Volkskunde an der Ludwig-Maximilians-Universität München. Mit einer Doktorarbeit bei Joachim Werner wurde er 1969 Summa cum laude zum Dr. phil. promoviert. Anschließend absolvierte er ein zweites Studium an der University of Oxford, das er im Fach European Archaeology mit dem B. Litt. Oxon. abschloss. Sein Tutor war Christopher Hawkes. Von 1969 bis 1985 war er Mitarbeiter des Sonderforschungsbereichs 7 Mittelalterforschung der Universität Münster und Lehrbeauftragter für Kunst und Handwerk im Frühmittelalter am Seminar für Ur- und Frühgeschichte. Forschungsschwerpunkte waren das Werk des Eligius und die Imitatio Imperii. Besonderes Interesse hatte er am englischen Königsgrab Sutton Hoo. Seine in Münster eingereichte Habilitationsschrift befasste sich mit Wieland dem Schmied. Vor Abschluss des Verfahrens erlag er mit 49 Jahren einer dilatativen Kardiomyopathie. Beerdigt wurde er auf dem Friedhof in Flintbek. Er hinterließ seine Frau Sigrid Vierck geb. v. Ohnesorge und eine gemeinsame Tochter. Der von seiner Frau, einer Klassischen Archäologin, aufgearbeitete Nachlass befindet sich seit 2005 im Römisch-Germanischen Zentralmuseum in Mainz.

## Schriften
- Cortina Tripodis. Zu Aufhängung und Gebrauch subrömischer Hängebecken aus Britannien und Irland. In: Frühmittelalterliche Studien. Bd. 4, 1970, S. 8–52, doi:10.1515/9783110242041.8.
- mit Torsten Capelle: Modeln der Merowinger- und Wikingerzeit. In: Frühmittelalterliche Studien. Bd. 5, 1971, S. 42–100, doi:10.1515/9783110242058.42.
- mit Wendy Davies: The Contexts of Tribal Hidage: Social Aggregates and Settlement Patterns. In: Frühmittelalterliche Studien. Bd. 8, 1974, S. 223–293, doi:10.1515/9783110242072.223.
- Werke des Eligius. In: Georg Kossack, Günter Ulbert (Hrsg.): Studien zur vor- und frühgeschichtlichen Archäologie. Festschrift für Joachim Werner zum 65. Geburtstag. Band 2: Frühmittelalter (= Münchener Beiträge zur Vor- und Frühgeschichte. 1, 2). Beck, München 1974, ISBN 3-406-00344-3, S. 309–381.
- mit Thorsten Capelle: Weitere Modeln der Merowinger- und Wikingerzeit mit einem Beitrag von Wilhelm Winkelmann. In: Frühmittelalterliche Studien. Bd. 9, 1975, S. 110–142, doi:10.1515/9783110242089.110.
- Die wikingische Frauentracht von Birka: Beiträge zur jüngsten Birka-Edition. In: Offa. Bd. 36, 1979, S. 119–133.
- Der Neufund aus einem frühmittelalterlichen Kirchenschatz von Enger in Westfalen. In: Géza Jászai (Hrsg.): Heilige Ida von Herzfeld. 980–1980. Festschrift zur tausendjährigen Wiederkehr ihrer Heiligsprechung. Landschaftsverband Westfalen-Lippe u. a., Münster u. a. 1980 S. 87–107, (Durchgesehener, berichtigter und mit Nachträgen versehener Auszug. ebenda 1985).
- Imitatio imperii und Interpretatio Germanica vor der Vikingerzeit, in: Rudolf Zeitler (Hrsg.): Les pays du nord et Byzance. (Scandinavie et Byzance). Actes du Colloque Nordique et International de Byzantinologie, tenu à Upsala 20–22 avril 1979 (= Figura. NS 19). Almqvist & Wiksell International, Uppsala 1981, ISBN 91-554-1085-5, S. 64–101.
- Ein Schmiedeplatz aus Alt-Ladoga und der präurbane Handel zur Ostsee vor der Wikingerzeit: zur frühmittelalterlichen Betriebseinheit von Produktion und Absatz im Metallhandwerk. In: Münstersche Beiträge zur antiken Handelsgeschichte. Bd. 2, Nr. 2, 1983, ISSN 0722-4532, S. 3–64.
- Hallenfreude. Archäologische Spuren frühmittelalterlicher Trinkgelage und mögliche Wege der Deutung. In: Detlef Altenburg, Jörg Jarnut, Hans-Hugo Steinhoff (Hrsg.): Feste und Feiern im Mittelalter. Paderborner Symposion des Mediävistenverbandes. Thorbecke, Sigmaringen 1991, ISBN 3-7995-5402-5, S. 115–124.
- mit Miriam Koktvedgaard Zeitzen, Barbara Regine Armbruster, Kurt Schietzel: Das archäologische Fundmaterial der Ausgrabung Haithabu 1963–1964 (= Berichte über die Ausgrabungen in Haithabu. 34). Band 7. Wachholtz, Neumünster 2002, ISBN 3-529-01934-8.
- hrsg. von Wilhelm Heizmann: Wieland der Schmied – und Schamane? Ein Schmiedeheld und Halbgott im Spiegel skandinavischer und angelsächsischer Bilddenkmäler. Walter de Gruyter 2021/2022, ISBN 978-3-11-048604-9.

## Ikonographie
- Porträt von Charles Crodel, um 1970, Privatbesitz